# Nadya Suleman
Natalie Denise Doud-Suleman, née sous le nom Nadya Denise Suleman le 11 juillet 1975 à Fullerton en Californie, et surnommée Octomom, est une Américaine révélée par les médias après avoir donné naissance à des octuplés en janvier 2009, devenant ainsi la seconde personne donnant naissance à des octuplés aux États-Unis. Les enfants de Nadya Suleman survivent plus d'une semaine après leur naissance, établissant ainsi un nouveau record mondial de survie pour des octuplés. Les conditions entourant cette naissance ont suscité une controverse sur l'utilisation des techniques de procréation médicalement assistée ainsi qu'une enquête de la Commission médicale de Californie sur les spécialistes impliqués,,,.
Ce record sera battu par une malienne, Halima Cissé (en) qui donnera naissance à des nonuplés en mai 2021. Les neuf bébés ont quant à eux survécu,,,,,.

## Biographie

### Jeunesse
Nadya Suleman est née à Fullerton, en Californie. Elle est la fille d'Angela Victoria (née en 1940) et d'Edward Doud Suleman (né en 1942), un assyrien irakien américain, mariés à Las Vegas en 1974, et divorcés en 1990.
Nadya Suleman est diplômée de la Nogales High School en 1993, avec une spécialité de technicienne psychiatrique. Elle travaille alors au Metropolitan State Hospital (en). Puis elle étudie à la California State University de Fullerton et obtient un baccalauréat ès sciences en développement des enfants et des adolescents en 2006,.

### Mariage
En 1996, Suleman épouse Marco Gutierrez ; ils se séparent en 2000. Gutierrez demande le divorce en novembre 2006, la procédure aboutissant en janvier 2008. Dans un entretien à Inside Edition, Guttierez explique que leur divorce est dû à leurs tentatives infructueuses d'avoir des enfants. Suleman, désespérée, veut alors essayer la fécondation in vitro, mais Gutierrez n'aime pas l'idée de bébés-éprouvettes et refuse de prendre part à la procédure, affirmant qu'il n'est le père d'aucun des enfants de Suleman. Gutierrez se remarie plus tard et a deux enfants biologiques.

### Enfants
Suleman commence  des traitements de FIV en 1997, alors qu'elle a 21 ans, sous la supervision du docteur Michael Kamrava, qui sera expulsé de l'American Society for Reproductive Medicine en octobre 2009. En 2001, Suleman donne naissance à son premier enfant, un fils nommé Elijah. Suit sa première fille, Amerah, née en 2002. Elle reçoit alors des traitements de FIV supplémentaires, qui aboutissent à trois autres grossesses (y compris une paire de faux jumeaux) pour un total de six enfants, quatre fils et deux filles,.
En 2008, Suleman déclare qu'il restait six embryons fécondés lors de ses précédents traitements de FIV. Elle explique alors qu'elle a demandé que ces embryons restants lui soient implantés, désirant une sixième grossesse afin que les embryons congelés ne soient pas détruits. Les six embryons restants sont implantés, deux des embryons se divisant en jumeaux, donnant finalement huit embryons. En juin 2011, au cours d'une enquête de la Commission médicale de Californie, il est constaté que Kamrava a en réalité implanté douze embryons. Après avoir examiné le cas Suleman, en combinaison avec trois autres cas, la Commission médicale de Californie vote la révocation de la licence médicale de Kamrava, à compter du 1er juillet 2011.
La nouvelle des octuplés provoque une médiatisation à l'échelle internationale. La réaction du public est largement négative, aboutissant même à des menaces de mort. De nombreuses discussions publiques sur la décision de Suleman d'avoir des octuplés s'ensuivent, et une manifestation devant la maison de Suleman a même lieu. Nombreux sont ceux qui expriment leur peur concernant le poids des enfants pour le contribuable, Suleman ayant le droit à un soutien public conséquent pour ses enfants. Elle affirme être en mesure de s'occuper de façon indépendante des enfants, déclarant qu'elle a l'intention de reprendre ses études pour terminer sa maîtrise en conseil, mais Suleman demeure actuellement au chômage après avoir été en incapacité de travail entre 2002 et 2008, à la suite d'une blessure au dos subie lors d'une émeute en septembre 1999.
En mars 2009, Suleman achète une nouvelle maison à La Habra. Le 14 avril 2009, tous les enfants s'y trouvent avec leur mère et leur grand-mère. Les octuplés célèbrent leur premier anniversaire le 26 janvier 2010. Suleman déclare quelques mois plus tard au magazine People : « Je ne dors pas beaucoup, environ deux ou trois heures par nuit. Mais je continue à aller de l'avant et à essayer d'être la meilleure mère possible. »
Les octuplés sont composés de deux filles, Maliyah et Nariyah, et six garçons, Noah, Isaiah, Jonah, Makai, Josiah et Jeremiah.

### Carrière d'actrice
La notoriété de Nadya Suleman lui a valu plusieurs propositions pour tourner dans des films pornographiques, en particulier de la part de Steven Hirsch, le président de Vivid, qui lui aurait proposé jusqu'à un million de dollars. Après avoir longtemps décliné ces propositions, elle finit par apparaître, en  2012, dans un film pornographique intitulé Home Alone, réalisé par Brad Armstrong et distribué par Wicked Pictures,.  Le film a reçu quatre nominations pour les AVN Awards 2013 et a remporté le prix de la meilleure sex-tape de célébrité.
En 2012, le film d'horreur Millennium, où Suleman joue le premier rôle, produit par FUBOT Pictures et réalisé par Kevin Clark et Manzie Jones, est en post-production .
Elle cite régulièrement Madonna comme étant une source d'inspiration pour elle.